# Angelhausen-Oberndorf
Angelhausen-Oberndorf ist ein Ortsteil von Arnstadt im Ilm-Kreis (Thüringen) mit rund 1.200 Einwohnern. Es ist ein Straßendorf, bestehend aus dem unteren Teil Angelhausen und dem oberen Teil Oberndorf, welche im Laufe der Zeit verschmolzen sind.

## Geografie
Angelhausen-Oberndorf liegt einen Kilometer südöstlich von Arnstadt zwischen den Reinsbergen im Süden und dem Thüringer Becken im Norden in etwa 320 Metern Höhe. Südlich des Ortes erhebt sich der 388,9 m hohe Schlossberg, welcher bewaldet ist und zum 101,9 Hektar großen Naturschutzgebiet Hain gehört.

## Geschichte
Angelhausen-Oberndorf gehörte bis 1920 zum Amt Arnstadt im Fürstentum Schwarzburg-Sondershausen (Oberherrschaft). Seit 1922 gehört der Ort zu Arnstadt.

### Angelhausen

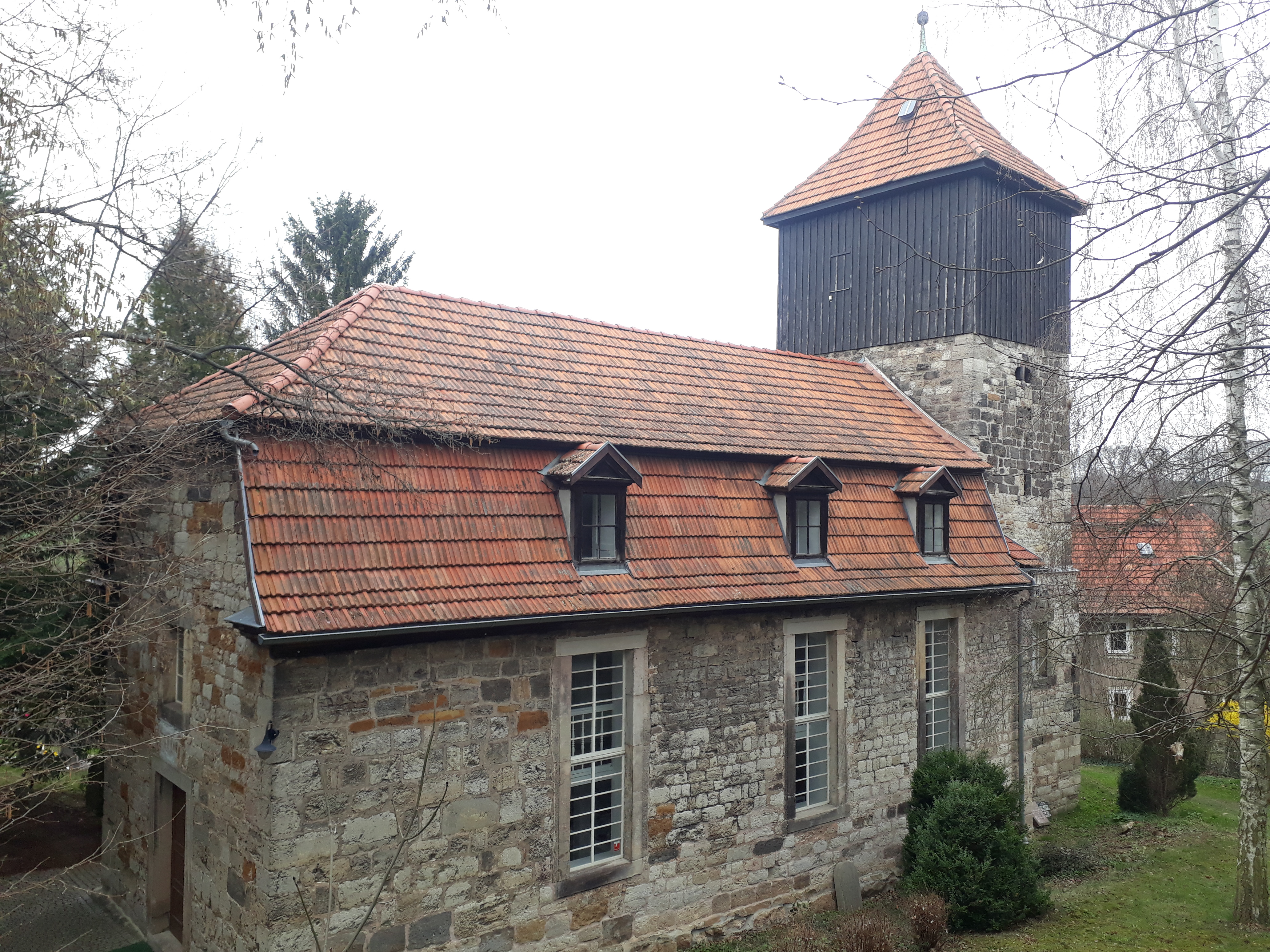
Kirche St. Johannes in Angelhausen

Der Name entstammt vermutlich dem Volk der Angeln, welches ab dem 2. Jahrhundert in das Gebiet des heutigen Thüringens einwanderte. Die Ersterwähnung des Ortes fällt ins Jahr 948. Der Dreißigjährige Krieg richtete schwere Verwüstungen an. Angelhausen besitzt eine Kirche, die aber bis 1994 nicht genutzt wurde und verfiel. Seit 1994 wurde sie überwiegend durch Spenden aus Gemeinde und Umgebung und deren Körpereinsatz fast vollständig restauriert und 2006 wiedereröffnet. Besonders sehenswert ist ihr außergewöhnlich großer Flügelaltar.

### Oberndorf

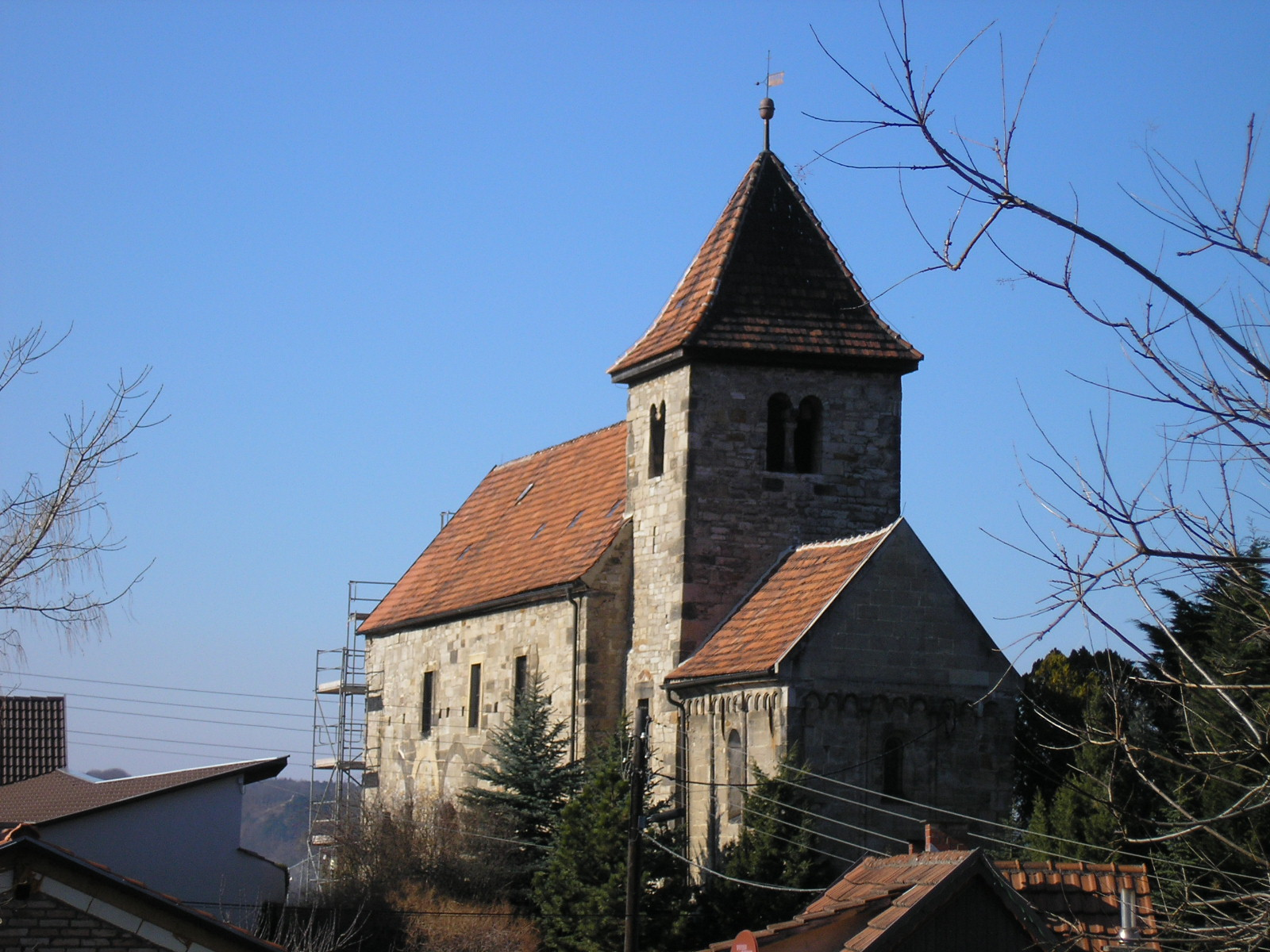
Kirche St. Nicolai in Oberndorf

Oberndorf wurde erst 1350 erstmals urkundlich erwähnt. Es ist somit einer der jüngsten Orte der Umgebung. Die Dorfkirche St. Nicolai stammt aus dem 12. Jahrhundert. Damals diente sie der Kevernburg als Burgkapelle.
Bereits vor mehr als 200 Jahren entstand auf dem Gut Dorotheenthal, das der Arnstädter Herzogin gehörte, eine Puppenmanufaktur. Beispiele der dort gefertigten Miniaturfiguren und Puppenhäuser können heute im Arnstädter Museum als Teil der Sammlung Mon Plaisir besichtigt werden. Das Gut wurde nach der Einstellung der Puppenmanufaktur mehrfach umgenutzt und ist jetzt Teil eines Arnstädter Seniorenheimes.

## Sehenswürdigkeiten

### Käfernburg
Auf dem Schlossberg südlich des Ortes lag die Kevernburg, heute Käfernburg, von der aus die Grafen von Kevernburg im frühen Mittelalter regierten. 1385 starben die Kevernburger aus. Die Burg war bereits im 16. Jahrhundert eine Ruine. Ihre Steine wurden teilweise bei Bauarbeiten am Arnstädter Schloss Neideck verwendet. Heute ist von der Käfernburg nur noch eine Wallanlage erhalten.

### Hügelgräberfeld
Etwa 600 Meter östlich der Käfernburg liegt am Nordrand der Anhöhe Hain eine Gruppe von Hügelgräbern. Das größte Hügelgräberfeld im nördlichen Vorland des Thüringer Waldes gliedert sich in ein etwas südwestlich und ein nördlich gelegenes Gräberfeld. Bei Ausgrabungen fand man im 19. Jahrhundert bronzezeitliche Beigaben. Die Lage des Hügelgräberfeldes könnte auch mit dem strategisch günstig gelegenen Ort auf die Wahl der Lage der Käfernburg Einfluss genommen haben. Ähnliche Beispiele sind in Thüringen oft zu finden, so beispielsweise in Ranis.

### Naturdenkmal Preißeiche
Die Preißeiche ist eine Eiche und eingetragenes Naturdenkmal, sie steht am Rand des Naturschutzgebietes Hain, zugleich am Südrand der Gemarkung und diente auch als Grenzmarkierung zum Nachbarort Dannheim.

## Politik
Der ehrenamtliche Ortsteilbürgermeister von Angelhausen-Oberndorf ist Silvio Triebel. Er ist seit 2014 im Amt und folgte auf Hans-Werner Trefflich. Triebel wurde zuletzt bei den Kommunalwahlen in Thüringen am 26. Mai 2024 im Amt bestätigt. Er bildet zusammen mit acht weiteren Mitgliedern den Ortsteilrat von Angelhausen-Oberndorf.

## Wirtschaft und Verkehr
Ursprünglich war Angelhausen-Oberndorf ein landwirtschaftlich geprägter Ort. Heute arbeiten die meisten Einwohner in Arnstadt. Angelhausen-Oberndorf hat sich seit 1990 zu einem Arnstädter Wohnvorort entwickelt. In Angelhausen befindet sich ein großes Gestüt.
Straßen gibt es nach Dannheim und Arnstadt.

## Persönlichkeiten
- Sizzo III. von Schwarzburg-Käfernburg (auch Syzzo); (um 1080–1160), Erbauer der Käfernburg